# Dindga McCannon
Dindga McCannon, née le 31 juillet 1947 à Harlem, est une artiste textile afro-américaine, muraliste, auteure et illustratrice.

## Biographie
Originaire du quartier de Harlem, à New-York (États-Unis), Dindga McCannon souhaite devenir une artiste dès l’âge de dix ans. Autodidacte, elle travaille intuitivement. Elle se qualifie elle-même d’artiste multimédia. Elle fréquente quelque temps l'Art Student League of New York. L’artiste aime fusionner les pratiques artistiques classiques aux techniques et travaux d'aiguille traditionnels ou ArtQuilts que lui ont été enseignés par sa mère, Lottie K. Porter, et sa grand-mère, Hattie Kilgo-sewing. Elle brode, utilise des perles, matelasse et tisse ses œuvres en courtepointe.

## Carrière artistique

### Militantisme et afro-féminisme
En réponse au sexisme et au racisme dans le monde de l'art, les artistes des années 1960 et années 1970 ont créé des collectifs pour lutter contre l'oppression. Dans les années 1960, Dindga McCannon est l'une des membres fondatrices du collectif d'artistes afro-américains Weusi. Weusi s’intéresse à la création d'œuvres d'art évoquant des thèmes et des symboles propres au continent africain, tout en mettant en valeur la transmission de ses thématiques dans l’art contemporain afro-américain,. Elle participe avec Faith Ringgold ou Kay Brown à l'héritage de la Renaissance de Harlem.
Les hommes les femmes artistes noirs se heurtent à une difficulté commune, que les représentations des expériences des Noirs étaient sont alors considérées comme inaptes à figurer dans le canon de l'art eurocentrique. Un autre obstacle se dresse devant les femmes artistes qui s'adonnent à l'artisanat, élargissant leurs matériaux aux tissus, aux travaux d'aiguille et à d'autres travaux dits de femmes qui éloignent encore davantage leurs efforts de ce qui est acceptable pour être exposé dans des galeries et des musées respectés. 

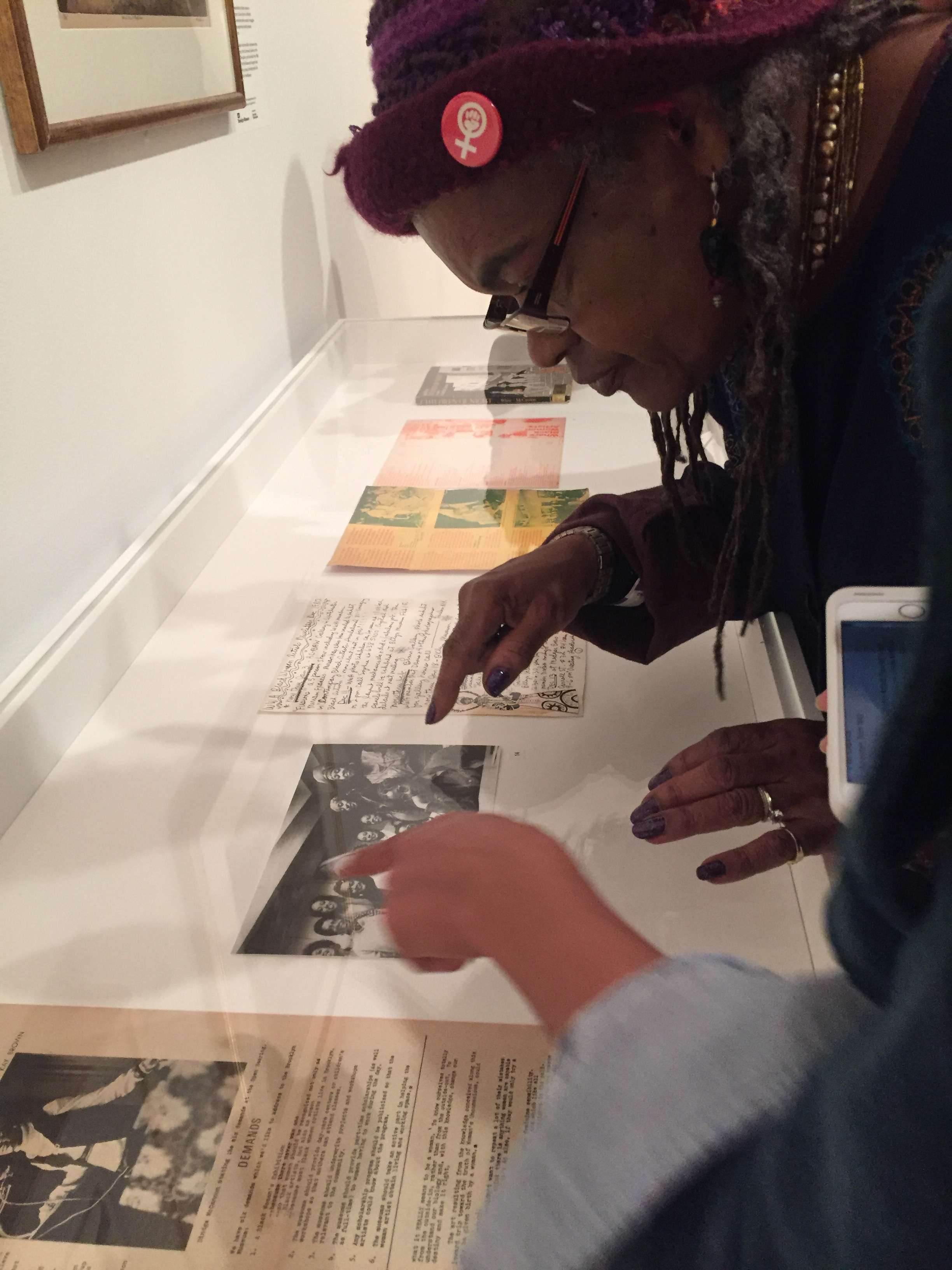
Dindga McCannon explique son travail et ses archives au Brooklyn Museum lors de l'exposition We Wanted a Revolution : Black Radical Women, 1965-85, après une table ronde avec d'autres femmes artistes noires lors de l'événement Black Lunch Table.

En 1971, Dindga McCannon accueille la première réunion du groupe d'artistes féminines noires, Where We At, dans son appartement. Cet événement devient l'une des premières expositions collectives d'artistes féminines noires professionnelles à New York,.
La même année, elle participe à une exposition à la galerie Acts of Art de Greenwich Village, en contestation à l'establishment artistique. Le Whitney Museum of American Art organise une exposition intitulée Contemporary Black Artists in America, mais refuse de nommer un conservateur noir malgré la pression des artistes noirs. C'est ainsi que l'exposition Rebuttal to the Whitney Museum : Black Artists in Rebuttal est née dans Greenwich Village,,.
En 1972, elle est incluse dans Some Living American Women Artists, un collage féministe de Mary Beth Edelson.

### Art textile et multimédia
L'intérêt de l’artiste pour les œuvres d’artistes afro-américains, et les créations des artistes féminines est prégnant dans son travail, et dans sa confection de Dashikis, vêtements ou courtepointes. L’une des créations de Dindga McCannon, intitulé Yekk's Song appartient à la collection permanente du Arthur Schomburg Center for Research in Black Culture.
En janvier 2020, la peinture à l'huile de l’artiste, The Last Farewell, est vendue aux enchères pour cent soixante-et-un mille dollars dans le cadre de la procédure de faillite de la Johnson Publishing Company. Cette œuvre faisait partie de leur collection privée qui comprenait également des œuvres de Henry Ossawa Tanner et de Carrie Mae Weems,,.
L’œuvre mixte Revolutionary Sister crée en 1971, est née en réponse à l’invisibilisation des femmes guerrières, militantes et révolutionnaires. L'œuvre dépeint une femme puissante et colorée, créée en partie avec des articles de quincaillerie. Dindga McCannon parle de cette pièce comme sa propre « Statue de la Liberté ». L’œuvre appartient à la collection permanente du Brooklyn Museum,.
À soixante-treize ans, Dindga McCannon signe un contrat d'exclusivité avec une galerie new-yorkaise. Devenue célèbre grâce à la scène artistique de Harlem dans les années 1960 et 1970, l'artiste passe la majeure partie de sa carrière à créer son propre art, en travaillant avec d'autres artistes noirs et des femmes dont le travail n'était pas considéré à l'époque comme un art à part entière. 
Ses œuvres appartiennent aux collections de la Johnson Publishing Company, de The Studio Museum in Harlem, du Arthur Schomburg Center for Research in Black Culture ou du Brooklyn Museum,.

## Publications
Dindga McCannon est l'auteure de Peaches, publié par Lothrop, Lee & Shepard en 1974. L'histoire est celle d'une jeune fille noire qui grandit à Harlem avec sa famille, et nourrit son ambition de devenir artiste.
En 1980, elle publie Wilhemina Jones, Future Star, aux éditions Delacorte. L’intrigue similaire à la première publication suit le parcours d’une jeune fille noire grandissant à Harlem au milieu des années 1960, et qui rêve de poursuivre une carrière artistique et de quitter l'atmosphère oppressante de sa maison. En 2018, elle publie un livre de cuisine illustré intitulé Celebrations. La sortie de l’ouvrage est célébré à la galerie Art For the Soul à Springfield.
Dindga McCannon a également illustré des livres pour d'autres auteurs, dont Omar at X-mas d'Edgar White et Speak to the Winds, African Proverbs (1972) de K. O. Opuku.

## Bourses et distinctions
- 2005 : Bourse N. Y. F. A. pour l’artisanat
- 2007 : Initiative des artistes urbains, Harlem Arts Alliance
- 2008 : Northern Manhattan Arts Alliance, Subvention aux artistes individuels
- 2009 : Northern Manhattan Arts Alliance, Subvention aux artistes individuels
- 2023 : Prix Anonymous Was A Woman

## Expositions
Parmi une liste non exhaustive :

### Expositions personnelles
- (This) Woman's Work is Never Done-Celebrating 44 years of Art Making, Hamilton Landmark Galleries, Harlem, 2009[19]
- Dindga McCannon, Private Selling Exhibition, Phillips X, 16 novembre au 16 décembre 2020[20],[21]

### Expositions collectives
- Spirits of the Cloth, Contemporary Quilts by African American Artists, Museum of Arts and Design, New York, 2001
- Spirits of the Cloth, Renwick Gallery, Smithsonian Institution, Washington, 2002
- America from the Heart, Hudson River Museum, New York, 2003
- America from the Heart: Quilters Remember 9/11, Page–Walker Art and History Center, Cary, 2004
- Weusi Collective: A Retrospective of 50 Years, African American Museum of Nassau County, New York, 2008
- Textural Rhythms: Quilting the Jazz Tradition, American Folk Art Museum, 2009
- Weusi Revisited 2010, Dwyer Cultural Center, New York, 2010
- We Wanted A Revolution: Black Radical Women 1965-1985, Brooklyn Museum, California African American Museum, Galerie d'art Albright-Knox, Institut d'art contemporain de Boston, 2017 - 2018[22]
- Forget What You Know, Kourosh Mahboubian Fine Art, 2020[23]